# 李崇银
李崇银（1940年4月15日—），中国气象学家。

## 生平
出生于四川达县。1963年毕业于中国科学技术大学。2001年当选为中国科学院院士。 中国科学院大气物理研究所研究员，解放军理工大学气象学院教授，中国气候研究委员会(WCRP中国委员会)主席。